# Светлый прыгун
Светлый прыгун (лат. Plecturocebus pallescens) — вид приматов из семейства саковых. В 2016 году согласно молекулярно-генетическим исследованиям Byrne с коллегами перенесли вид из рода Callicebus в род Plecturocebus.

## Описание
Хвост и конечности серовато-белые, голова и тело серо-кремовые. Светлый прыгун — одно из самых мелких животных в семействе саковых. Шерсть густая и короткая, длиной от 35 до 60 мм.

## Поведение
Живёт в лесах любого типа, отдавая предпочтение сухим песчаным лесам. Образует небольшие семейные группы, защищающие свою территорию.

## Распространение
Встречается в южной части Боливии, также в Парагвае и на западе Бразилии.